# Sid Zouine
Sid Zouine  (in arabo سيدي الزوين‎?) è un centro abitato e comune rurale del Marocco situato nella prefettura di Marrakech, regione di Marrakech-Safi. Conta una popolazione di 14 954 abitanti (censimento 2014).